# 페터 케른
페터 케른(독일어: Peter Kern, 1949년 2월 13일~2015년 8월 26일)은 오스트리아의 배우, 영화 감독, 각본가, 영화 프로듀서이다.

## 작품 목록

### 영화
- 더 라스트 썸머 오브 더 리치 (2015년)
- 페이스, 러브, 데스 (2012년)
- 컨 (2012년)
- 렌트 보이즈 (2011년) - 본인 역
- 다니엘 쉬미트 (2010년) - 본인 역
- 이니시에이션 (2009년)
- 콤마 (2006년)
- 에로띠끄 (1994년)
- 테러 2000 (1992년)
- 잔 다르크 오브 몽골리아 (1989년)
- 히틀러의 아들 (1978년)
- 양지로의 여행 (1978년)
- 히틀러 (1977년)
- 퀴스터스 부인의 천국 여행 (1975년)
- 폭스와 그의 친구들 (1975년)
- 라 팔로마 (1974년)
- 빗나간 동작 (1974년)
- 선 위의 세상 (1973년)
- 오늘 밤 (1972년)